# Vit legion
Vit legion var ett svenskt vit makt-band från Surahammar/Kolbäck. Daniel Wretström som mördades 2000 var trummis i bandet.

## Medlemmar
- Daniel Wretström (fram till december 2000) – trummor
- Johan – sång, gitarr
- Joakim Hammarström – sång, elbas

## Diskografi
Bandet har släppt tre album: Vit legion (2003), Tusen kulor (2005) och Rock Against Zionism (2009).